# Гарсон, Хайме
Хайме Гарсон (исп. Jaime Garzón) — колумбийский журналист, комик и сатирик.

## Биография
Хайме Гарсон родился 24 октября 1960 года в Боготе. Изучал юриспруденцию в Национальном университете Колумбии, однако увлекся работой на телевидении и бросил учебу. С 1988 по 1990 год был мэром Сумапаза (округа столицы страны Боготы) в администрации мэра Боготы Андреса Пастраны, а с 1990 по 1994 год занимался социальной работой. В 1990-е годы Хайме был популярен на колумбийском телевидении из-за своей политической сатиры на лидеров наркокартелей, а также командиров парамилитаристских организаций левого и правого толка. В дополнение к своей работе на телевидении он несколько раз выступал в качестве переговорщика с повстанцами из ФАРК в процессе освобождения захваченных ими заложников. 13 августа 1999 года Хайме Гарсон был убит киллерами в своем автомобиле в Боготе, в него выстрелили 5 раз. Первоначально высказывались предположения, что за убийством стоят повстанцы из Объединённых сил самообороны Колумбии, которые это сделали по приказу Карлоса Кастаньо. Убийство сатирика вызвало огромный общественный резонанс в Колумбии, так как журналист был застрелен не по вине политических взглядов, а из-за своих шуток на телевидении. В 2015 году колумбийский генерал Хорхе Энрике Мора сделал заявление, что за убийством Гарсона стоит Медельинский кокаиновый картель.
5 февраля 2021 года суд подтвердил 26-летний приговор бывшему заместителю директора DAS Хосе Мигелю Нарваэсу за убийство Хайме Гарсона после более чем 21 года совершения преступления.